# Theodore Van Kirk
Theodore Van Kirk (ur. 27 lutego 1921 w Hrabstwie Northumberland w stanie Pensylwania, zm. 28 lipca 2014 w Stone Mountain w stanie Georgia) – major nawigator Sił Powietrznych Armii Stanów Zjednoczonych, członek załogi samolotu Enola Gay.

## Życiorys
Wstąpił do wojska jako kadet lotnictwa w październiku 1941 roku. Został wybrany przez Paula Tibbetsa dołączając do jego załogi i brał udział latając na misje bombowe nad Europą i Afryką Północną. 6 sierpnia 1945 roku leciał jako nawigator z 12-osobową załogą samolotem Enola Gay na Hiroszimę, gdy zrzucono bombę atomową pod nazwą kodową Little Boy. Po odejściu ze służby wojskowej w 1946 roku uzyskał tytuł licencjata i magistra w dziedzinie inżynierii chemicznej z Uniwersytetu Bucknell w Lewisburgu. Zmarł 28 lipca 2014 roku w wieku 93 lat. Jego pogrzeb odbył się 5 sierpnia 2014 roku w rodzinnym mieście Northumberland.

## Odznaczenia
- Zaszczytny Krzyż Lotniczy
- Srebrna Gwiazda
- Medal Lotniczy – piętnastokrotnie